# 태기
태기(太基, ? ~ 407년)는 중국 오호 십육국 시대 후연(後燕)의 장수이다.

## 생애
모용희(慕容熙)의 총명을 밭았으며 호위무사로 책봉되었다. 398년에 용성에서 모반이 일어나 모용보(慕容寶)가 죽고 대장군이 되었으며, 400년에는 고구려 원정에 부선봉장으로 종군하여 군주 모용희와 함께 큰 전공을 세웠다.
그러나 407년 모용운(慕容雲)과 후연의 장군 풍발(馮跋)이 모반을 일으켜, 모용희(慕容熙)와 태기(太基)는 용성의 북문을 공격하다 실패하고, 모용희와 같이 처형을 당하였다.